# دومین لشکرکشی گوانگشی
دومین لشکرکشی گوانگشی (انگلیسی: Second Guangxi campaign) یکی از ۲۲ درگیری اصلی بین ارتش انقلابی ملی (NRA) و نیروی زمینی امپراتوری ژاپن (IJA) در طول جنگ دوم چین و ژاپن بود.